# Nighthawks
Nighthawks (engl., wörtlich: „Nachtfalken“, sinngemäß: „Nachtschwärmer“) ist ein 1942 entstandenes Ölgemälde des US-amerikanischen Malers Edward Hopper. Das Bild gilt als Hoppers bekanntestes Werk und wird als eines der herausragendsten Werke US-amerikanischer Malerei angesehen. Das 84,1 × 152,4 cm große Gemälde befindet sich heute zusammen mit weiteren Werken Hoppers im Art Institute of Chicago in Chicago.

## Entstehung
Hopper begann mit der Arbeit an Nighthawks nur wenige Tage nach dem japanischen  Angriff auf Pearl Harbor am 7. Dezember 1941 sowie dem tags darauf folgenden Eintritt der Vereinigten Staaten in den Zweiten Weltkrieg, in einer Zeit also, die geprägt war von Bestürzung über den unerwarteten und plötzlichen Kriegseintritt, trostloser Stimmung und düsteren Zukunftsaussichten. Hopper selbst ließ sich jedoch nicht von der einsetzenden Kriegshysterie anstecken und widmete sich in der folgenden Zeit fast ausschließlich seinem neuen Projekt, das nach etwa eineinhalbmonatiger Arbeit vollendet war.
Wie Hopper zwei Jahrzehnte nach Entstehung des Werkes in einem Interview anmerkte, wurde er durch ein Restaurant an einer Straßenkreuzung in der New Yorker Greenwich Avenue im Greenwich Village inspiriert, in dessen Nähe am Washington Square Park er über Jahrzehnte sein Atelier hatte und auch wohnte. Jedoch versuchte er die gewonnenen Eindrücke so weit wie möglich zu vereinfachen und zu anonymisieren, um ein typisches amerikanisches Diner der damaligen Zeit nach seinen Vorstellungen abzubilden und um eine Identifizierung des Vorbildes in der Greenwich Avenue zu verhindern.
Für die Gestaltung der abgebildeten männlichen Personen saß er sich selbst mithilfe eines Spiegels Modell; für die abgebildete Frau nahm er (wie bei allen weiblichen Figuren in seinen Gemälden) seine Frau Josephine als Vorbild. Sie war es auch, die für das Bild den Titel Nighthawks vorschlug, was Hopper sofort annahm.

## Einflüsse

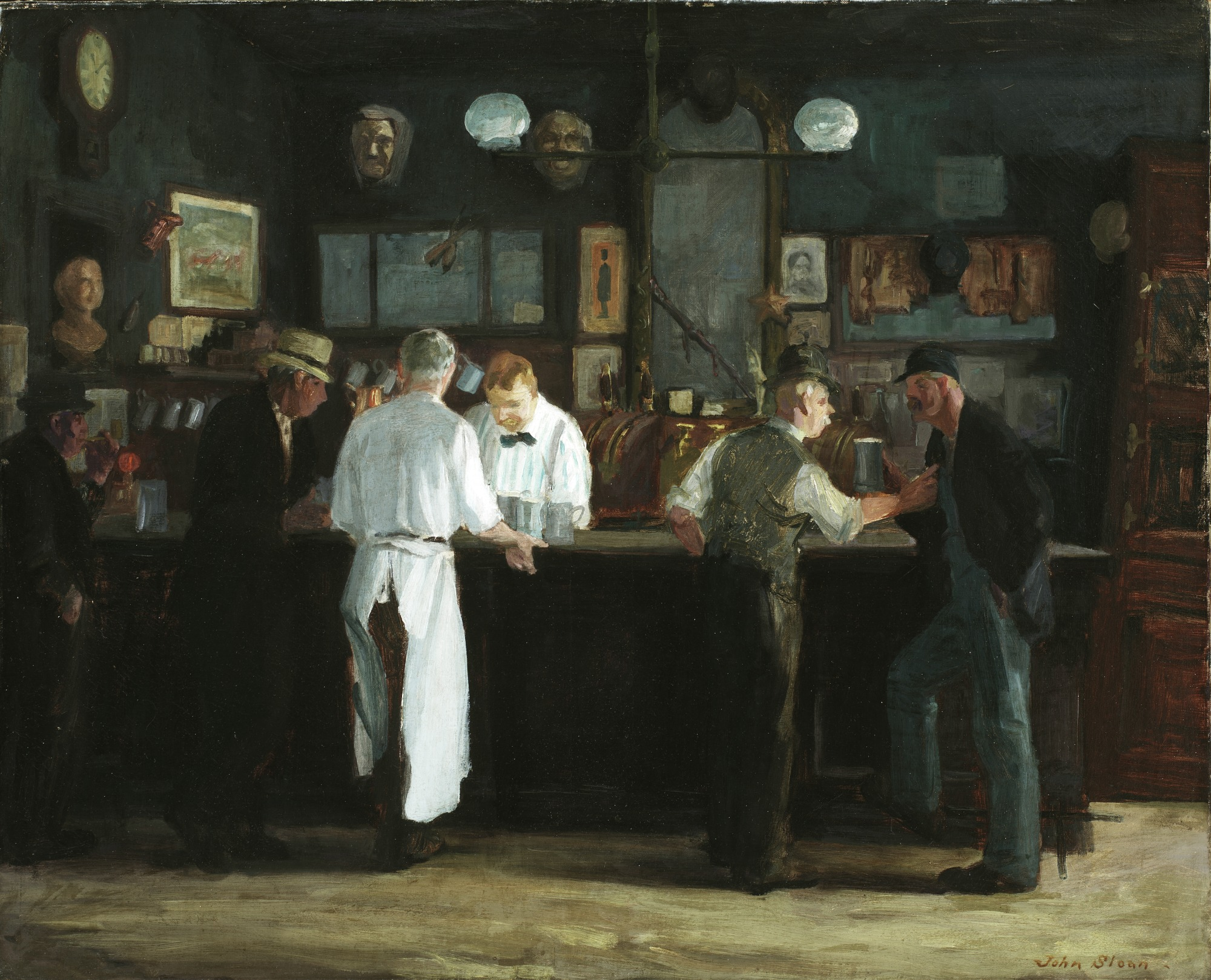
John French Sloan: McSorley’s Bar (1912); Typisches Bild der Ashcan School

Nighthawks wird häufig als ein dezidiert amerikanisches Werk und als typisch und identitätsstiftend für die Malerei des Amerikanischen Realismus angesehen. Vor allem die 1908 gegründete sozialkritische Künstlergruppe der Ashcan School, unter deren Gründer Robert Henri Hopper sechs Jahre lang am New Yorker Institute of Art and Design Malerei und Illustration studiert hatte, stellte einen wesentlichen Einfluss auf Hoppers pessimistische Haltung gegenüber urbanem Wandel und den damit einhergehenden sozialen Problemen dar.
Doch lassen sich in Hoppers Werk auch darüber hinausgehende Einflüsse erkennen. So lässt sich seine Neigung, zeitgenössische Motive abzubilden sowie weitwinklige Formate zu wählen und mit Lichteffekten zu experimentieren, als Einfluss des französischen Impressionismus interpretieren, mit dem Hopper sich während seines vierjährigen Studienaufenthalts in Frankreich von 1906 bis 1910 intensiv auseinandergesetzt hatte.

## Bildaufbau
In der kühlen Kunstlichtatmosphäre einer Bar sitzen drei Gäste, die aneinander vorbeischauen, sich nicht unterhalten und anscheinend ihren eigenen Gedanken nachhängen. Die Nachtschwärmer sitzen an der umlaufenden Theke, in deren Mitte der weißuniformierte Kellner tätig ist. Ob die Frau, deren linke Hand zu dem rauchenden Mann rechts neben ihr deutet, und er ein Paar sind, oder ob sie einander kennenlernen wollen, bleibt offen. Der andere, allein sitzende Mann ist eine Rückenpartie, auch er mit Hut.
Wie ein Schiffsbug schiebt sich der spitze Winkel des grün-blau beleuchteten Nachtcafés von rechts in eine dunkle menschenleere Straßenecke. Dieses Grünblau hat im Original eine alle anderen Farben überstrahlende Kraft. Es steht im deutlichen Kontrast zur umgebenden Nacht. Das Farbenspiel bewegt sich zwischen Gelb-, Grün-, Braun- und Rotkontrasten. Strenge geometrische Flächenformen werden von zwei Kaffeemaschinen, den Salz- und Pfefferstreuern und Tassen aufgebrochen. Die Zigarrenwerbung (Phillies) auf der Fassadenfläche hat eine ähnliche Funktion. Vorhandene Skizzen zum fertigen Bild zeigen Hoppers akribische Vorplanung des Gemäldes.

## Interpretation

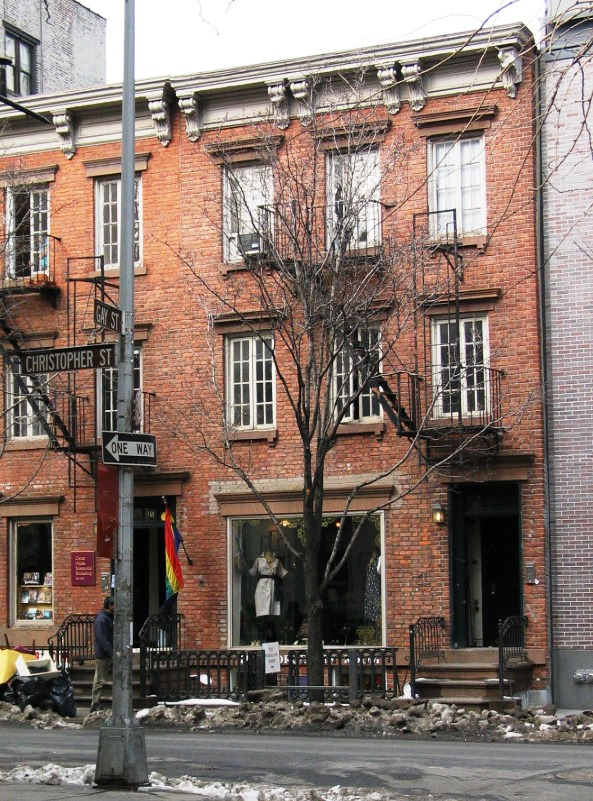
Ein altes Geschäftsgebäude in der Christopher Street im Greenwich Village, ähnlich dem Gebäude im Bildhintergrund.

In einen urbanen Kontext eingebettete Szenen der Vereinsamung und Leere finden sich in vielen Werken Hoppers wieder. In Nighthawks nutzte er Architektur und Licht, um diese Wahrnehmung noch zu steigern, was das Gemälde als die eindrucksvollste Umsetzung dieser Motivik erscheinen lässt. Andererseits veranlassten die zahlreichen Interpretationen seiner Werke, die den Aspekt der Vereinsamung betonten, Hopper zu der Aussage, „die Sache mit der Einsamkeit wird übertrieben“.
Die minimalistische Architektur des im Vordergrund hervorstehenden Diners betont die schlichte und trostlose Atmosphäre des Bildes. Dadurch, dass der Ein- bzw. Ausgang des Diners nicht sichtbar ist, scheinen die Personen durch die geschwungene Glasfront regelrecht eingeschlossen zu werden. Das im Hintergrund des Bildes befindliche im Halbdunkel liegende Gebäude wurde von Hopper als zweistöckiges Geschäftsgebäude ausgeführt, wie sie im 19. Jahrhundert noch typisch für New York City waren. Bei der Gestaltung der Hausfassade griff er auf eines seiner früheren Werke, das 1930 entstandene Bild Early Sunday Morning, zurück, das ein fast identisch aussehendes Gebäude in voller Breite und im Vordergrund zeigt. Während in dem älteren Bild ein Hochhaus im Hintergrund in der rechten oberen Ecke eine bevorstehende urbane Transformation nur dezent andeutet, scheint diese Transformation in dem zwölf Jahre später entstandenen Bild schon sehr viel weiter fortgeschritten zu sein.
Auch die Ausleuchtung der Szene verstärkt die vorherrschende Grundstimmung des Bildes. Das hell erleuchtete Nachtcafé steht in starkem Kontrast zur umgebenden dunklen Straßenkreuzung. Leuchtstofflampen waren erst seit Anfang der 1940er-Jahre in Gebrauch, und somit illustriert das Gemälde auch den Beginn des Siegeszugs dieser neuen Erfindung. Vor dem Hintergrund staatlicher Verdunklungsmaßnahmen in amerikanischen Städten während des Zweiten Weltkriegs zum Schutz vor feindlichen Angriffen lässt die grelle nächtliche Ausleuchtung das Diner einerseits exponiert und gefährdet erscheinen, andererseits kann dies auch als bewusste Missachtung freiheitseinschränkender Kriegsbestimmungen durch den Künstler interpretiert werden.

## Rezeption

### In der bildenden Kunst
Nighthawks wurde unzählige Male kopiert und zitiert. Eines der frühesten Beispiele dafür ist George Segals Skulptur The Diner (1964–1966), die eine ähnliche Szene darstellt, jedoch mit weißen Gips-Plastiken. Auch in den Arbeiten der Fotorealisten der 1960er- und 1970er-Jahre zeigen sich zahlreiche Einflüsse von Hoppers Gemälde, so etwa bei Ralph Goings oder Richard Estes (People’s Flowers, 1971).
Zudem existieren zahlreiche Variationen des Bildes, in denen Figuren oder Gegenstände entfernt, ausgetauscht oder hinzugefügt wurden. Die bekannteste Variation von Nighthawks dürfte das Gemälde Boulevard of Broken Dreams des austro-amerikanischen Künstlers Gottfried Helnwein sein, auf welchem die ursprünglichen Personen gegen Ikonen der amerikanischen Popkultur (Humphrey Bogart, James Dean, Marilyn Monroe und Elvis Presley) ausgetauscht wurden. In Mark Kostabis Gemälde Greenwich Avenue (1986) sind die Personen durch weiße, gesichtslose Figuren ersetzt, zudem sind die Farben sehr viel kälter als im Original. In Red Grooms’ lebhafter und farbenfroher Bearbeitung des Bildes (Nighthawks Revisited, 1980) ist die Straße vor dem Diner voller Fußgänger, Katzen und Müll. Die US-amerikanische Malerin Sophie Matisse schuf 2001 eine Version, die das Nachtcafé ohne Personen zeigt. Der britische Street Artist Banksy fügte in das Bild einen randalierenden Fußball-Hooligan ein. Der Comic Erziehung ist toll (2001) von Katz & Goldt verwendet das Bild als Hintergrund eines Panels, in dem die Figuren des Gemäldes überzeichnet und mit Sprechblasen ergänzt sind. Tom Gauld hat das Motiv in seinem Cartoon Nighthawks at the library aufgegriffen.

### In der Literatur
Zahlreiche Autoren setzten sich mit dem Gemälde auseinander und versuchten zu beschreiben wie die Dinerszene in Nighthawks zustande kommen konnte bzw. wie sich die Szene weiterentwickeln könnte. Der deutsche Schriftsteller Wolf Wondratschek beschrieb in seinem Gedicht Nighthawks – nach Edward Hoppers Bild aus dem Lyrikband Lied von der Liebe die Stimmung der Szene und stellt die beiden Personen an der hinteren Theke als ein voneinander entfremdetes Paar dar. Auch in Peter Handkes Erzählung Der kurze Brief zum langen Abschied finden sich deutliche Reminiszenzen an Hoppers Gemälde. Die US-amerikanische Schriftstellerin Joyce Carol Oates verfasste in ihrem Gedicht Edward Hopper’s Nighthawks, 1942 innere Monologe für die Figuren aus dem Gemälde. Der französische Schriftsteller Philippe Besson erzählt in seinem Roman Nachsaison (2003) die fiktive Geschichte der in Nighthawks abgebildeten Personen.
In einer Spezialausgabe des Magazins Der Spiegel von 1994 verfassten die fünf Drehbuchautoren Jürgen Egger, Sherry Hormann, Christoph Schlingensief, Günter Schütter und Matthias Seelig jeweils kurze Drehbücher, die die Gemäldeszene als dramaturgischen Ausgangspunkt nehmen und weitererzählen. Schlingensiefs Bearbeitung verwandelt die Szene in ein Kettensägenmassaker an prominenten deutschen Filmkritikern und -produzenten.
Richard Ford, US-amerikanischer Schriftsteller, Hauptvertreter des „dirty realism“, lässt in seinem Roman Canada aus dem Jahr 2012 einen trostlos vereinsamten Fluchtort an der kanadischen Grenze von einer Malerin wie eine Szene aus der Schule der nighthawks gestalten.

### In Film und Fernsehen
Hopper, der als begeisterter Kinogänger bekannt war, zog nachweislich viele Ideen für seine Bilder aus den Filmen der damaligen Zeit, insbesondere den in den 1930er-Jahren sehr beliebten Gangsterfilmen. Viele seiner Bilder ähneln zudem in Aufbau und Gestaltung Filmstills (Fotografien von Szenen eines Filmsets). Doch auch Hoppers Werke hatten großen Einfluss auf die Filmgeschichte. So wird vielfach angenommen, dass die Ästhetik seiner Bilder und insbesondere von Nighthawks die stilistische Entwicklung des Anfang der 1940er-Jahre entstandenen Film Noir vorweggenommen und beeinflusst habe.
Zahlreiche Filme weisen Einflüsse von beziehungsweise Anspielungen auf Hoppers Nighthawks auf, so etwa Wim Wenders Film Am Ende der Gewalt, Ridley Scotts Blade Runner, Glengarry Glen Ross, Hard Candy, Nachts im Museum 2, The Equalizer oder Dario Argentos Rosso – Farbe des Todes. Der Film Shirley – Visionen der Realität von Gustav Deutsch stellt 13 der Gemälde von Edward Hopper, unter anderem auch Nighthawks, als Szenenbild nach.
Unter anderem in den Fernsehserien CSI: Den Tätern auf der Spur, Die wilden Siebziger, Dead Like Me – So gut wie tot, Die Simpsons oder auch Family Guy finden sich Szenen, in denen die Schauspieler der Serie die Dinerszene aus Nighthawks nachstellen. In der Filmkomödie Die Flintstones in Viva Rock Vegas von 2000 hängt eine humoristisch variierte Darstellung des Gemäldes in einem Spielcasino-Büro.

### In der Musik
Der Titel des Albums Nighthawks at the Diner von Tom Waits bezieht sich ebenso wie die Texte der darauf enthaltenen Songs auf Hoppers Gemälde. Das Albumcover zeigt Waits in einem Diner sitzend.
Das Musikvideo zum Lied Monsters and Angels der Gruppe Voice of the Beehive zeigt eine Dinerszene, die eine starke Ähnlichkeit zu Hoppers Nighthawks aufweist.
Das Cover des Albums The Blue Jukebox von Chris Rea besitzt Ähnlichkeit mit Hoppers Gemälde und wurde von diesem inspiriert.
Auch der Name der deutschen Nu-Jazz-Formation Nighthawks geht auf Hoppers Bild zurück.